# Eugenia monosperma
Eugenia monosperma Vell., conhecida popularmente como cereja-do-brejo, é uma árvore da família das Myrtaceae, endêmica do Brasil. A tendência de sua população é estável e segundo a Red List da IUCN o seu status atualizado em 2020 é de menor preocupação.

## Características morfológicas
Árvore com altura variando entre 5 a 13 metros, com folhas sésseis de lâminas de tamanho 8-15 por 3,5-7cm. As flores são bracteoladas não vistosas e persistentes. Os frutos também não são vistosos, de formato globoso e de superfície lisa. 

## Ocorrência
A espécie é nativa e endêmica do Brasil, com distribuição confirmada nos estados de Espírito Santo, Rio de Janeiro e São Paulo, na região Sudeste. Habita os domínios fitogeográficos da Mata Atlântica, ocorrendo em Florestas Ombrófilas (Pluviais) e áreas de Restinga.